# Hemsöborna (1944)
Hemsöborna är en svensk dramafilm från 1944 i regi av Sigurd Wallén, baserad på romanen med samma namn av August Strindberg.

## Om filmen
Filmen är inspelad i Europafilms ateljé i Sundbyberg och i Fjällsvik på Vindö, utanför Stockholm. Filmfotograf var Harald Berglund. Den premiärvisades på biograf Rio i Malmö 13 mars 1944 och hade Stockholmspremiär 17 mars på Saga.
Romanen Hemsöborna filmades första gången 1919 som stumfilm, ytterligare en filmatisering genomfördes 1955 i regi av Arne Mattsson i Eastman Color (färgfilm). Bengt Lagerkvist skapade 1966 en TV-serie i sju delar av romanen.

## Rollista
- Adolf Jahr - Johannes Edvard Carlsson, dräng
- Dagmar Ebbesen - Madame Anna Eva Flod
- Peter Höglund - Gusten, hennes son
- Sigurd Wallén - Rundqvist, dräng
- Emil Fjellström - pastor Nordström
- Nils Hallberg - Norman, dräng
- Alice Skoglund - Clara, piga
- Ann-Margret Bergendahl - Lotten, lillpiga
- Elsa Ebbesen-Thornblad - fru Nordström
- Hugo Björne - professorn
- Anna-Greta Krigström - Ida, professorns tjänsteflicka
- Birgit Johannesson - Lina, professorns jungfru
- Siegfried Fischer - Rapp, båtsman
- Nils Hultgren - fiolspelare på logdansen, skräddare
- Knut Frankman - skärkarl
- Gerda Björne - professorskan
- Millan Fjellström - kvinna på bröllopet

## Musik i filmen
- Norrköpings skarpskyttemarsch, kompositör Göran Möller, instrumental.
- Herre, dig i nåd förbarma, kompositör Balthasar König, text Samuel Ödmann